# Savage Amusement
| 전문가 평가                      | 전문가 평가 |
| 평가 점수                        | 평가 점수   |
| 출처                             | 점수        |
| -------------------------------- | ----------- |
| AllMusic                         | [ 3 ]       |
| Collector's Guide to Heavy Metal | 5/10        |
| Rock Hard                        | 8.0/10      |

《Savage Amusement》는 1988년 4월 18일에 발매된 독일의 헤비 메탈 밴드 스콜피언스의 열 번째 스튜디오 음반이다. 이 음반은 미국 5위로 정점을 찍었고 1988년 6월 20일 미국 음반 산업 협회로부터 플래티넘 인증을 받았다. 그리고 디터 디어크스가 프로듀싱한 마지막 스콜피언스 음반이었다.

## 커버 아트
커버는 짙은 파란색 바탕에 검은 드레스를 입은 한 여성의 모습을 보여준다. 오른손으로는 입과 코만 보이게 얼굴을 가린다. 그러나 《Savage Amusement》의 작품은 여성의 오른쪽 다리 대신 전갈 꼬리가 보인다는 점에서 주목할 만하다. 일반적인 악보들은 왼쪽 상단에, 오른쪽 하단에는 빨간색으로 표시되고 음반 제목에는 밑줄이 선명하게 표시되어 있다.

## 곡 목록
모든 곡들은 특별한 언급이 없는 한 루돌프 쉥커와 클라우스 마이네에 의해 작사/작곡하였다.
| #  | 제목                                  | 작사·작곡                   | 재생 시간 |
| -- | ------------------------------------- | --------------------------- | --------- |
| 1. | 〈Don't Stop at the Top〉             | 쉥커, 마이네, 헤르만 레어벨 | 4:03      |
| 2. | 〈Rhythm of Love〉                    |                             | 4:55      |
| 3. | 〈Passion Rules the Game〉            | 쉥커, 마이네, 레어벨        | 3:58      |
| 4. | 〈Media Overkill〉                    |                             | 3:32      |
| 5. | 〈Walking on the Edge〉               |                             | 5:05      |
| 6. | 〈We Let It Rock... You Let It Roll〉 |                             | 3:38      |
| 7. | 〈Every Minute Every Day〉            |                             | 4:21      |
| 8. | 〈Love on the Run〉                   | 쉥커, 마이네, 레어벨        | 3:35      |
| 9. | 〈Believe in Love〉                   |                             | 5:20      |

## 인증
| 국가                                                  | 인증     | 판매량/출하량 |
| ----------------------------------------------------- | -------- | ------------- |
| 캐나다 (뮤직 캐나다)                                  | 플래티넘 | 100,000^      |
| 핀란드 (Musiikkituottajat)                            | 골드     | 34,906        |
| 프랑스 (SNEP)                                         | 골드     | 100,000*      |
| 독일 (BVMI)                                           | 골드     | 250,000^      |
| 스웨덴 (GLF)                                          | 골드     | 50,000^       |
| 스위스 (IFPI 스위스)                                  | 골드     | 25,000^       |
| 미국 (RIAA)                                           | 플래티넘 | 1,000,000^    |
| *판매량을 기반으로 한 인증 ^출하량을 기반으로 한 인증 |          |               |